# Euophrys omnisuperstes
Euophrys omnisuperstes là một loài nhện trong họ Salticidae.
Loài này thuộc chi Euophrys. Euophrys omnisuperstes được Fred R. Wanless miêu tả năm 1975.